# Базош лез От
Базош лез От (фр. Bazoches-les-Hautes) насеље је и општина у централној Француској у региону Центар (регион), у департману Ер и Лоар која припада префектури Шатоден.
По подацима из 2011. године у општини је живело 354 становника, а густина насељености је износила 20,85 становника/km². Општина се простире на површини од 16,98 km². Налази се на средњој надморској висини од 135 метара (максималној 141 m, а минималној 120 m).

## Демографија
| 1962. | 1968. | 1975. | 1982. | 1990. | 1999. | 2011. |
| ----- | ----- | ----- | ----- | ----- | ----- | ----- |
| 423   | 502   | 405   | 265   | 300   | 289   | 354   |

График промене броја становника у току последњих година